# Karmapa
El Karmapa (oficialmente "Su Santidad Karmapa Gyalwa") es la cabeza de la escuela Karma Kagyu del Budismo, la cual es la sub-escuela más grande del Kagyupa (Tib. Bka' brgyud), una de las cuatro escuelas más grandes de Budismo Tibetano.
Por una controversia dentro de la escuela Karma Kagyu y con China, la identidad del 17 Karmapa está en disputa. Véase la Controversia del Karmapa (Interwiki) para mayor información.

## Origen del Karmapa
El Primer Karmapa, Düsum Khyenpa (Dus gsum Mkhyen pa) (1110-1193), fue un discípulo del gran maestro Tibetano Gampopa. Era un joven prodigio que estudiaba el dharma (enseñanzas Budistas) con su padre desde una temprana edad y se cree que logró la iluminación a los cincuenta años mientras practicaba el Yoga de los Sueños. Desde entonces, fue conocido como Karmapa, una manifestación de Avalokiteshvara (Buda de la Compasión), cuya venida fue predicha en el Sutra Samadhiraja.  Archivado el 28 de septiembre de 2007 en Wayback Machine. y el Sutra Lankavatara.

## La Corona Negra

Bandera del Karmapa.

El Karmapa es el portador de la Corona Negra, por lo que a veces es conocido como el Lama de la corona negra. Esta corona tradicionalmente se dice que fue tejida por los dakinis a partir de su cabello y otorgado a los Karmapas en reconocimiento a su realización espiritual. Esta primera corona no posee una realidad física, sino espiritual. La corona física que usan los Karmapas fue ofrecida al 5.º. Karmapa por el emperador chino Yongle como representación material de la corona espiritual.
Esta corona se cree está en el monasterio Rumtek, en Sikkim, el último hogar del 16º Karmapa.

## Lista de los Karmapas
1. Düsum Khyenpa (dus gsum mkhyen pa) (1110 - 1193)
2. Karma Pakshi (1204 - 1283)
3. Rangjung Dorje (rang 'byung rdo rje) (1284 - 1339)
4. Rolpe Dorje (1340 - 1383)
5. Deshin Shekpa (de zhin gshegs pa)(1384 - 1415)
6. Thongwa Dönden (1416 - 1453)
7. Chödrak Gyatso (1454 - 1506)
8. Mikyö Dorje (1507 - 1554)
9. Wangchuk Dorje (dbang phyug rdo rje) (1556 - 1603)
10. Chöying Dorje (1604 - 1674)
11. Yeshe Dorje (1676 - 1702)
12. Changchub Dorje (Byang chub rdo rje) (1703 - 1732)
13. Dudul Dorje (1733 - 1797)
14. Thekchok Dorje (1798 - 1868)
15. Khakyab Dorje (1871 - 1922)
16. Rangjung Rigpe Dorje (Rang 'byung rig pa'i rdo rje) (1924 - 1981)
17. Ver Controversia del Karmapa (Interwiki) Thaye Dorje (nacido en 1983) u Ogyen Trinley Dorje (nacido en 1985)